# Wiesviller

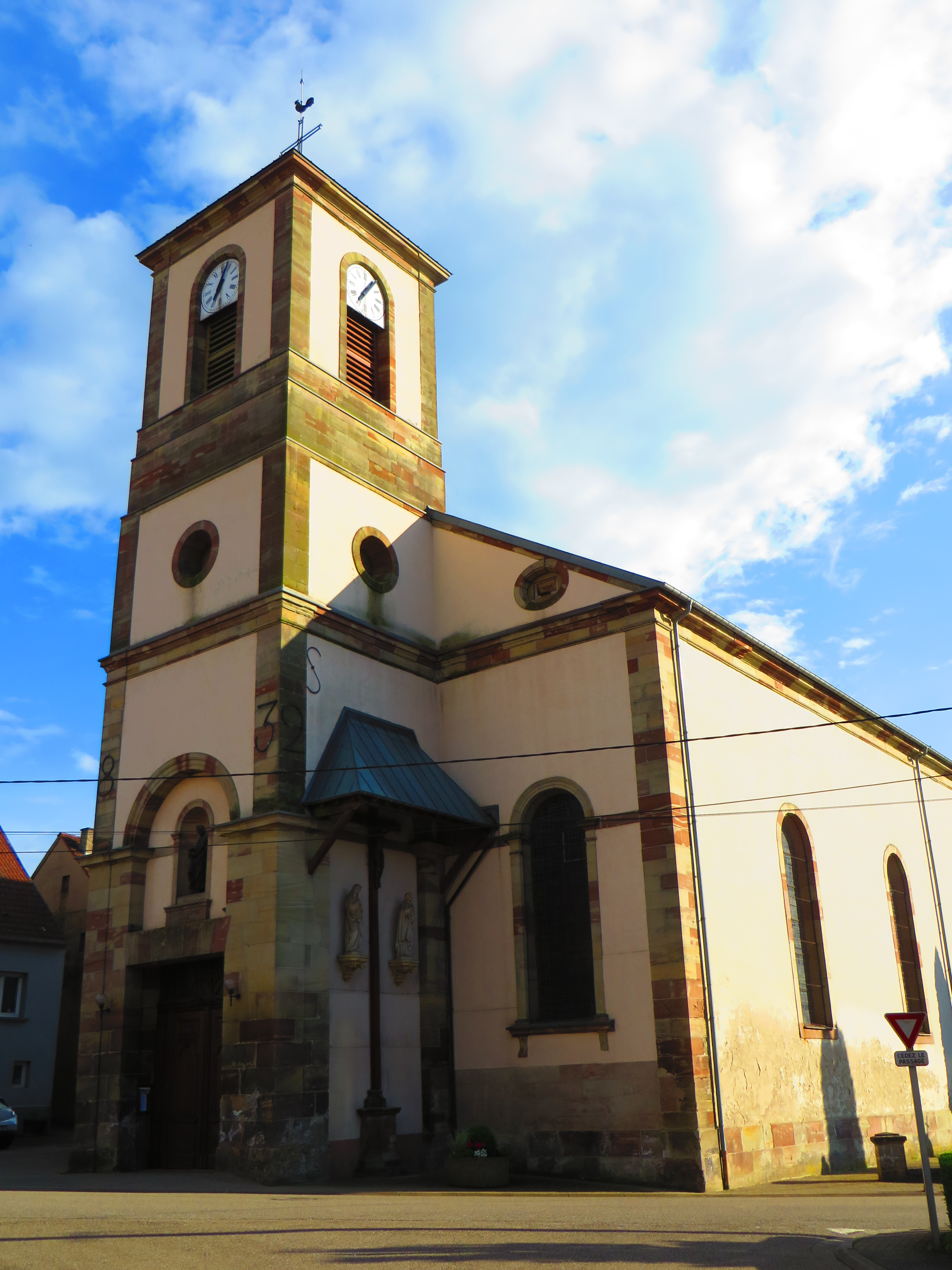
Bartholomäuskirche

Wiesviller (deutsch Wiesweiler) ist eine französische Gemeinde mit 908 Einwohnern (Stand 1. Januar 2022) im Département Moselle in der Region Grand Est (bis 2015 Lothringen). Sie gehört zum Arrondissement Sarreguemines.

## Geographie
Das Dorf liegt auf einem Hochplateau zwischen Saar und Blies, zehn Kilometer südöstlich von Saargemünd und sieben Kilometer südlich des saarländischen Ortes Reinheim, auf  einer Höhe zwischen 225 und 342 m über dem Meeresspiegel, die mittlere Höhe beträgt 250 m. Das Gemeindegebiet umfasst 8,83 km².

## Geschichte
Das Dorf gehörte früher zum Herzogtum Lothringen und wurde 1150 erstmals urkundlich erwähnt. Es war lange zwischen dem deutschen Reich und Lothringen streitig und gehörte im 15. Jahrhundert dem Johann von Steinkallenfels und Herrn von Buntenbach, später dem Grafen von Nassau-Zweibrücken; 1621  kam es zu Lothringen.
Das Gemeindewappen symbolisiert mit Geweih und Stern das Emblem der Gentersberger aus Bitsch, den ehemaligen Herren des Ortes. Der grüne Hintergrund steht für die Wiese im Ortsnamen.
Durch den Frankfurter Frieden vom 10. Mai 1871 kam die Region an Deutschland und das Dorf wurde dem Kreis Saargemünd im Bezirk Lothringen im Reichsland Elsaß-Lothringen zugeordnet. Nach dem Ersten Weltkrieg musste die Region aufgrund der Bestimmungen des Versailler Vertrags 1919 an Frankreich abgetreten werden.
Im Zweiten Weltkrieg war die Region von der deutschen Wehrmacht besetzt.

### Bevölkerungsentwicklung
| Jahr      | 1962 | 1968 | 1975 | 1982 | 1990 | 1999 | 2007 | 2019 |
| Einwohner | 764  | 796  | 783  | 829  | 920  | 959  | 1033 | 931  |

## Sehenswürdigkeiten
- Bartholomäuskirche

## Belege
1. 1 2  Eugen H. Th. Huhn: Deutsch-Lothringen. Landes-, Volks- und Ortskunde, Stuttgart 1875, S. 411 (google.books.de).
2. ↑  Wappenbeschreibung auf genealogie-lorraine.fr (französisch)